# Samu Araújo
Samuel Araújo Fernández (Vigo, 9 de octubre de 1995), conocido como Samu Araújo, es un futbolista español que juega como defensa en el C. D. Boiro de la Tercera Federación.

## Trayectoria
Samu se formó en las categorías inferiores del Celta de Vigo, tras pasar por juveniles, en 2015 hizo su debut con Real Club Celta de Vigo "B" en la temporada 2014-15, en Segunda División B. En la temporada 2016-17 fue una de las piezas claves del Celta B que se clasificó para jugar la fase de ascenso a la Segunda División.
Durante la temporada 2017-18 jugó en el Barcelona B en condición de cedido por el Celta de Vigo. Debutando en Segunda División, incluida en su contrato, y no realizando la pretemporada con el equipo céltico en las Instalaciones Deportivas de A Madroa.
En 2018 se incorporó a la cantera del Club Atlético de Madrid para jugar en su filial de Segunda División B, donde permaneció durante una temporada. En septiembre de 2019 firmó por el Arka Gdynia de la Ekstraklasa, en el que jugó durante la primera vuelta de la temporada 2019-20. En enero de 2020 firmó con la Cultural y Deportiva Leonesa.
El 16 de julio de 2021 fichó por el Centre d'Esports Sabadell Futbol Club. Dos semanas después el club anunció que cancelaba su contrato tras no haber superado el reconocimiento médico y a los pocos días firmó por el Pontevedra C. F. Allí estuvo un par de años y en agosto de 2023 fichó por la S. D. Compostela para la temporada 2023-24. La siguiente se unió, ya en enero de 2025, al Coruxo F. C. En este equipo completó la campaña y en agosto fichó por el C. D. Boiro.

## Clubes
| Club                         | País    | Año       | Partidos (goles) |
| ---------------------------- | ------- | --------- | ---------------- |
| R. C. Celta de Vigo "B"      | España  | 2014-2017 | 94 (2)           |
| F. C. Barcelona "B"          | España  | 2017-2018 | 1 (0)            |
| Atlético de Madrid "B"       | España  | 2018-2019 | 35 (2)           |
| Arka Gdynia                  | Polonia | 2019-2020 | 1 (0)            |
| Cultural y Deportiva Leonesa | España  | 2020-2021 | 21 (1)           |
| Pontevedra C. F.             | España  | 2021-2023 | 48 (0)           |
| S. D. Compostela             | España  | 2023-2024 | 12 (0)           |
| Coruxo F. C.                 | España  | 2025      | 11 (0)           |
| C. D. Boiro                  | España  | 2025-     |                  |